# Cordillera Chongón-Colonche
La cordillera Chongón-Colonche o "Cerros de Colonche" constituye una cadena montañosa en la costa del Pacífico del Ecuador que inicia en la provincia del Guayas y se extiende por Santa Elena y Manabí hasta desaparecer en Esmeraldas. Tiene una extensión aproximada de 330 km de largo por 10 km de ancho. Su punto más alto solo alcanza los 820 m s. n. m. Dentro de esta cordillera se encuentran el bosque protector Chongón-Colonche de clima húmedo tropical y en las laderas existen zonas de bosque seco.
A pesar de que grandes áreas han sido taladas para la agricultura el bosque restante contiene zonas de gran biodiversidad.